# فريدريش فون هاوزن
فريدريش فون هاوزن (بالألمانية: Friedrich von Hausen)‏ (و. 1150 – 1190 م) هو المينيسنجر، وكاتب، وملحن، وشاعر ألماني، توفي عن عمر يناهز 40 عاماً.

## روابط خارجية
- فريدريش فون هاوزن على موقع ميوزك برينز (الإنجليزية)